# Le Coffre d'Avlen
Le Coffre d'Avlen (titre original : The Goblin Tower) est un roman d'heroic fantasy de Lyon Sprague de Camp, paru en 1968 chez Pyramid Books. Ce roman est le premier roman du Cycle de Novaria (Novarian Serie) mettant en scène le héros Jorian.

## Parutions

### Parutions aux États-Unis
Le roman est paru aux États-Unis en 1968. Il a fait l'objet d'une dizaine de publications entre 1968 et 2016.

### Parutions en France
Le roman est paru en France chez Denoël en 1970, collection Présence du futur no 122 ; il a fait l'objet de plusieurs éditions (1971, 1984, 1998).
Il a été publié en mai 2017 dans l'intégrale Novaria - Le Roi malgré lui, chez Mnémos, collection Hélios  (ISBN 978-2-35408-569-8).

### Parutions dans d'autres pays
Le roman a notamment été aussi publié au Royaume-Uni et au Canada.

## Résumé
Le Royaume de Xylar, l'une des Douze Cités de Novaria, a pour particularité de choisir son roi en exécutant celui-ci au terme de cinq années de mandat. Lors de l'exécution, la tête tranchée du roi défunt est lancée en direction de la foule et celui qui l’attrape devient roi à son tour.
Jorian (venu de Kortoli), de passage dans la cité, a eu le malheur de réceptionner la tête du roi, et par conséquent de devenir roi à son tour. Lorsque le récit commence, son mandat vient à expiration et il doit être prochainement exécuté. Avec l'aide du magicien Karadur, il parvient à s'échapper quelques secondes avant l'exécution. Mais sa survie a un prix : Karadur lui ordonne de voler un objet précieux, le Coffre d'Avlen. Jorian ne peut pas s'échapper, étant « tenu » par un sortilège qui ne sera levé que lorsqu'il aura accompli sa mission. Selon Karadur, le coffre contient de précieux manuscrits concernant une antique magie (la fin du roman montrera que cette explication était fausse).
Jorian tente alors de remplir sa mission tout en s'échappant aux agents de la ville de Xylar, envoyés à ses trousses. En route, il est fait prisonnier à plusieurs reprises mais parvient chaque fois à se délivrer. Il se fait escroquer par Porrex de Vindium. Il est amené à conter des histoires de sa cité, évoquant les anciens rois Fusinian-le-Renard et Forimar-l'Esthète. Il converse avec Tvasha, un dieu gouailleur, lâche et sans grands pouvoirs.
Le Coffre d'Avlen étant gardé au palais du Serpent-Vert, Jorian s'y rend. Il y fait la connaissance de la princesse Yargali et doit avoir des relations sexuelles avec elle pour s'approcher du coffre, placé sous son lit. Jorian parvient à s'emparer du coffre et à l'extraire du palais.
Il remet le coffre à Karadur, mais il est fait prisonnier par un chef nomade qui voit là l'occasion de le revendre aux Xylariens. 
Après d'autres aventures où il parvient à s'échapper, il rejoint Karadur dans la cité de Metouro. Dans cette ville doit avoir lieu, au temple de Gorgolor, dans la Tour des Gobelins (une tour composée des cadavres de Gobelins transformés en pierres), un « Conclave » réunissant les principaux chefs de la guilde des Magiciens. Ces derniers se divisent en deux clans opposés : les Altruistes, qui souhaitent révéler la magie au commun des mortels, et les Bienfaiteurs, qui y sont opposés. Jorian découvre qu'un coup d'État fomenté par des extrémistes Altruistes est imminent. Karadur et lui s'opposent à ce coup d'État, et une lutte fratricide oppose les deux clans de magiciens. Durant la bataille, la Tour des Gobelins s'effondre, tuant une partie des magiciens. Néanmoins Jorian et Karadur s'en sortent indemnes. Le sortilège lancé contre Jorian disparaît, le magicien qui l'avait jeté étant mort. Jorian est donc libre : il se met à narrer des contes des rois Fusinian-le-Renard et Forimar-l'Esthète à des badauds.